# Diecezja Wabag
Diecezja Wabag – diecezja rzymskokatolicka w Papui-Nowej Gwinei. Powstała w 1982.

## Biskupi

### Biskupi diecezjalni
- Hermann Raich SVD (1982–2008)
- Arnold Orowae (2008–2024)
- Justin Ain Soongie (nominat)

### Biskupi pomocniczy
- Justin Ain Soongie (2021–2025)